# السيخية في الولايات المتحدة
السيخية دين نشأ في جنوب آسيا (ويسود في إقليم البنجاب في أراضي الهند وباكستان اليوم) ودخل إلى الولايات المتحدة الأمريكية في القرن التاسع عشر. في عام 2007، قُدِّر عدد السيخ في الولايات المتحدة الأمريكية بين 250 ألفًا و500 ألف، وكانت أكبر تجمعاتهم على الساحلين الشرقي والغربي، ولهم تجمعات أخرى في ديترويت وشيكاغو وهيوستن ودالاس وإنديانبوليس. وفي الولايات المتحدة أيضًا عددٌ من الذين انتقلوا إلى السيخية من غير البنجابيين.
يُعرَف الرجال السيخ عادةً بلحاهم غير المحلوقة وترباناتهم (والتربان: العمامة أو غطاء الرأس)، وهي من تعاليم دينهم. بعد هجومَي الحادي عشر من سبتمبر، والأنشطة الإرهابية التالية التي قامت بها المجموعات الإسلامية، صارَ يخلط الناس بين السيخ وبين المسلمين أو العرب، فتعرّضوا لجرائم كراهية كثيرة، منها جرائم قتل. وصارت المعابد السيخية أيضًا أهدافًا لأعمال العنف لأن الناس لم يفرقوا بينها وبين المساجد. جذب حادث إطلاق نار عام 2012 في معبد سيخي في أوك كريك، ويسكونسن، اهتمامًا وطنيًّا ودوليًّا، ثم أمر الرئيس أوباما بتنكيس الأعلام في كل الأبنية الفدرالية إثر ذلك الحادث.

## التركيبة السكانية

### الأعمال

#### الخدمة العسكرية
خدم السيخيون في جيش الولايات المتحدة على الأقل منذ أوائل القرن العشرين، عندما شارك باغات سنغ ثند، في الجيش الأمريكي في الحرب العالمية الأولى مع أنه لم يكن مواطنًا أمريكيًّا، ثم طلب الجنسية الأمريكية في نهاية الحرب، ومُنحها ثم سُحبت منه مرتين، حتى نال الجنسية أخيرًا عام 1936. خدم عدد أكبر بكثير من السيخيين في الحرب العالمية الثانية، وفي كل الحروب الأمريكية التالية.
حُلّت مسألة قدرة السيخ الملتزمين بدينهم على الخدمة في الجيش الأمريكي منذ عام 1985، من خلال وقف الإعفاء من قيود الزي العسكري التي كانت تسمح من قبل للسيخ أن يحافظوا على لحاهم وترباناتهم وهم في الزي العسكري. في عام 2010، لم يكن في الجيش الأمريكي أحد يسمح له أن يخدم في الزي العسكري مع اللحياة والتربان، إلا اثنين، طبيب سيخي اسمه كامالجيت كالسي، وطبيب أسنان اسمه تجديب سنغ راتان. وبالإضافة إلى هذا، سُمح لسيمرابريت لامبا أن يتجند وسُمح له أن يحافظ على لحيته وغطاء رأسه في عام 2010، بسبب معرفته باللغة البنجابية والهندية.

#### الشرطة
في عام 2016، بدأ قسم الشرطة في مدينة نيويورك يسمح بارتداء التربان، حسب معايير تضمن أداء الواجب من غير عوائق. في عام 2015، أصبح سانديب داليوال أول نائب عمدة سيخيّ في تكساس يرتدي التربان في خدمته (في مكتب عمدة هاريس كاونتي). قُتل بعد ذلك برصاصة جاءته من ورائه عام 2019، عندما كان ينشئ إشارة وقوف مرورية عادية في مقاطعة كوبربروك في هيوستن، تكساس.

#### الأعمال
بدأ كثير من السيخ حياتهم في أمريكا بالعمل في مصانع الخشب والمناجم وعمل المزارع، إلى أن أصبح كثير منهم ملّاك أراضي. كان كثير من المهاجرين السيخيين الأوائل ملّاك مطاعم. في عام 1956، أصبح داليب سنغ ساوند أول آسيوي مولود في الهند يُنتخَب في مجلس النواب في الولايات المتحدة الأمريكية.

## التاريخ

### المهاجرون الأوائل
شكّل السيخ جزءًا من تعداد السكان الأمريكي منذ أكثر من 130 عامًا. عندما اقتربت نهاية نهاية القرن التاسع عشر، تعرضت ولاية البنجاب التابعة للهند التي كانت تحت حكم بريطانيا لممارسات إتجارية عنيفة من السلطات البريطانية. هاجر سيخيون كثيرون إلى الولايات المتحدة وبدؤوا العمل في مزارع كاليفورنيا. هاجروا من خلال هونغ كونغ إلى جزيرة أنجل في كاليفورنيا، وهي النظير الغربي لجزيرة إيليس من جهة مرفأ نيويورك.
عمل بعض السيخ في مصانع الخشب في أوريغون أو في إنشاء السكك الحديدية، وكان بعضهم يعمل على خط السكك الحديدية، وهو ما أتاح لسيخيين آخرين كانوا عمّالًا مهاجرين أن يزوروا المدينة في الأعياد.
كان مما أثر أثرًا كبيرًا في الهجرة السيخية إلى الولايات الغربية أن الجيش البريطاني كان يجندهم ليحاربوا معه في الحرب العالمية الأولى والحرب العالمية الثانية. حارب السيخيون بشجاعة في هاتين الحربين وعاشوا في إنكلترا بعد انتهاء فترة الخدمة. انتقل كثير من السيخيين الذين كانوا يعيشون في أمريكا قبل الحربين العالميتين إلى إنكلترا، لا سيما في فترة الحرب العالمية الأولى والحرب العالمية الثانية، وكان ممن خدم في الجيش الأمريكي في الحرب العالمية الأولى باغات سنغ ثند.
كان أول معبد سيخي في أمريكا معبد ساهيب ستوكتون، في ستوكتتون، كاليفورنيا، وأسس عام 1912.